# 林国耀
林国耀（1966年1月—），中华人民共和国政治人物，福建仙游人。

## 生平
林国耀长期在福建省担任公职，先后担任中共厦门市委办公厅副主任、市纪委委员，厦门市翔安区委书记、区政协主席，厦门海沧台商投资区管委会主任、党工委副书记，海沧区委副书记、区长，厦门市副市长，福建省经信委党组书记、主任，龙岩市委副书记、代市长等职务。2016年12月升任中共龙岩市委书记。
2017年10月，林国耀调任北京市，出任中央纪委驻保监会纪检组组长，保监会党委委员，2018年，中华人民共和国退役军人事务部成立後，他成为中央纪委国家监委驻退役军人事务部首任纪检监察组组长、部党组成员。2024年10月，他与杨逸铮职务对调，出任中央纪委国家监委驻市场监管总局纪检监察组组长，市场监管总局党组成员。